# Мандрус, Борис Яковлевич
Борис Яковлевич Мандрус (1912, Саранск — 1988, Москва) — советский композитор-песенник, концертмейстер, эстрадный пианист. Заслуженный артист РСФСР (1984).

## Биография
Учился в Московской консерватории по классу фортепиано, не закончил. Работал тапёром в кинотеатрах Москвы и Ленинграда.
В 1944—1947 годах был концертмейстером балетной труппы Большого театра. С 1947 года работал в ВГКО (Госконцерт), затем в Москонцерте. Работал пианистом-аккомпаниатором, в том числе на протяжении многих лет с Клавдией Шульженко, Ларисой Голубкиной, Эльмирой Жерздевой, Екатериной Юровской, Евгенией Разиной. С середины 1930-х годов с Екатериной Юровской записал несколько шеллаковых грампластинок, в том числе в 1940 году шлягер «Синий платочек».
Для Клавдии Шульженко написал и обработал ряд песен: «Вступительная песня» (Б. Мандрус — Б. Брянский), «Воспоминание» (Б. Мандрус — И. Берман и И. Уткин), «До завтра» (обр. Б. Мандрус — И. Берман), «Кто ты»? (обр. Б. Мандрус — Б. Брянский), «Мама, что произошло…» (Б. Мандрус — С. Болотин), «Мальчик и скрипка» (Б. Мандрус — А. Олицкий), «Не шути» (обр. Б. Мандрус — Я. Зискинд), «Неужели» (Б. Мандрус — С. Болотин), «Ни да, ни нет» (Б. Мандрус — Т. Сикорская и С. Болотин), «Отвори» (испанская народная песня) (обр. Б. Мандрус — С. Болотин), «Песенка об отдыхе» (Б. Мандрус — О. Фадеева), «Песенка о Павлуше и Аглае» (Б. Мандрус — А. Вентцель), «Прощай, мечта» (обр. Б. Мандрус — С. Болотин), «Синий платочек» (Г. Петерсбурский, обр. Б. Мандрус — В. Максимов),  «Тарантелла» (обр. Б. Мандрус — Г. Шергова), «Уличный певец» (обр. Б. Мандрус — Ю. Цейтлин), «Уличная певица» (обр. Б. Мандруса — Т. Сикорская и С. Болотин), «Фраскита» (арагонская хота, обр. Б. Мандрус — С. Болотин, Т. Сикорская).